# Santa Caterina d'Este
Santa Caterina d'Este (Santa Catina in veneto) è un comune italiano di 2 330 abitanti della provincia di Padova in Veneto.

## Storia
È stato istituito il 22 gennaio 2024 dalla fusione dei comuni di Carceri e Vighizzolo d'Este.
Prende il nome dal canale Santa Caterina che attraversa il territorio comunale.

### Simboli
Il comune non ha ancora adottato nessuno stemma. Fino alla sua adozione, vengono utilizzati gli stemmi di Carceri e Vighizzolo d'Este affiancati.

## Amministrazione
| Periodo         | Periodo        | Primo cittadino  | Partito                                        | Carica      | Note  |
| --------------- | -------------- | ---------------- | ---------------------------------------------- | ----------- | ----- |
| 22 gennaio 2024 | 10 giugno 2024 | Valeria Gaspari  | -                                              | Comm. pref. | [ 6 ] |
| 10 giugno 2024  | in carica      | Tiberio Businaro | Lista civica Insieme per Santa Caterina d'Este | Sindaco     | [ 7 ] |